# MangaGamer
MangaGamer là nhà xuất bản trò chơi điện tử chuyên về bản địa hóa và phân phối các eroge và visual novel của Nhật Bản bằng tiếng Anh. Nó được điều hành bởi Japan Animation Contents và có trụ sở đặt tại Nhật Bản.

## Lịch sử
Takeuchi Hiroshi, ông còn được biết đến với bí banh là Bamboo, chủ tịch phát triển công ty eroge Nhật Bản Overdrive, đã đưa ra ý tưởng ban đầu về MangaGamer, một công ty bán các visual novel Nhật Bản cho thị trường nước ngoài. Vì vấn đề chi phí, ông đã đề nghị liên doanh với các công ty eroge khác bao gồm Tarte, Nexton và Circus.
Liên quan đến vấn đề này, những trò chơi ban đầu được sản xuất đều có sự tham gia của các bên sáng lập MangaGamer và Navel sớm tham gia với tựa game đầu tiên của họ, Shuffle!. Ban đầu công việc dịch thuật được thực hiện bởi người bản xứ Nhật Bản có sự tham gia của các công ty mẹ, điều này khiến cho chất lượng của chúng nằm ở mức dưới trung bình.
Sau những lời phàn nàn của người hâm mộ, họ đã thông báo rằng bản dịch lại hoàn chỉnh của Edelweiss đang trong quá trình thực hiện. Bắt đầu với Soul Link, công việc dịch thuật và chỉnh sửa được thực hiện bởi đội ngũ quốc tế gồm những người nói tiếng Anh bản xứ, nhờ đó chất lượng của các bản dịch đã được cải thiện. Bản thân công ty được lãnh đạo bởi một người họ hàng của Hiroshi và đội ngũ nhân viên nòng cốt là người Nhật được phân bổ giữa các công ty Nhật Bản có liên quan.
Tại hội thảo Otakon 2011 của họ, MangaGamer đã thông báo rằng họ đang mở rộng kinh doanh sang phân phối kỹ thuật số manga khiêu dâm (của nhà xuất bản Nhật Bản Akane Shinsha) và anime (của Discovery).

## Mối quan hệ với dịch giả người hâm mộ
MangaGamer đóng vai trò là người hòa giải trong các cuộc đàm phán giữa các nhóm fan translation và các công ty trò chơi Nhật Bản kết thúc bằng các thỏa thuận được thực hiện để chính thức phát hành các bản dịch trên thông qua MangaGamer. Các trò chơi bao gồm Kara no Shōjo của Innocent Grey và Ef: A Fairy Tale of the Two. của Minori. Trong một khoảng thời gian MangaGamer cũng từng phân phối các phiên bản tiếng Nhật của nhiều tựa game khác nhau được tạo bởi vòng tròn dōjin 07th Expansion (Umineko no Naku Koro ni, Higanbana no Saku Yoru ni và Rose Guns Days) để sử dụng minh bạch bản fan translation tiếng Anh.

## Phân phối
Ban đầu, MangaGamer bán độc quyền các trò chơi thông qua phân phối kỹ thuật số; cho đến nay đây vẫn là kênh phân phối chính của họ. Trong hội nghị Anime Expo năm 2010 và Otakon năm 2010, phiên bản đĩa vật lý của bốn trò chơi trong series Higurashi no Naku Koro ni và Kira Kira All-Ages đã được bán. Những trò chơi này sau đó được bán bởi HimeyaShop và Hendane!.com.
Vào tháng 1 năm 2011, MangaGamer công bố sẽ hợp tác với Hendane!.com, sau đó họ đã bán các bản sao vật lý của Da Capo Limited Edition thông qua Hendane!.com. Vào tháng 7 năm 2011, J-List trở thành nhà phân phối bản sao vật lý chính ở Bắc Mỹ cho tất cả các tựa game MangaGamer phát hành tính đến hiện tại, ngoại trừ Da Capo LE. Cùng thời gian đó, MangaGamer đã mở cửa hàng trực tuyến của riêng họ bán các bản sao vật lý với đối tượng là khách hàng châu Âu.

## Danh sách sản phẩm
| Tên trò chơi | Tên tiếng Nhật | Nhà phát triển Nhật Bản   | Ngày phát hành       | Ghi chú |
| --- | --- | ------------------------- | -------------------- | --- |
| Edelweiss | Ēderuwaisu (エーデルワイス Ēderuwaisu) | Overdrive                 | 10 tháng 7 năm 2008  | Phát hành lại vào ngày 2 tháng 9, 2011 với bản dịch thuật mới được cải thiện                                             |
| Which girl should I choose?                                                                                      | Hinatabokko (ひなたぼっこ Hinatabokko) | Tarte                     | 10 tháng 7 năm 2008  | |
| My sex slave is a classmate                                                                                      | Boku no Mesu Hisho wa Doukyuusei (僕の牝秘書は同級生 Boku no Mesu Hisho wa Doukyuusei) | Liquid                    | 24 tháng 7 năm 2008  | Bị xóa khỏi trang web MangaGamer vào ngày 4 tháng 6, 2009 và được khôi phục vào ngày 30 tháng 10, 2009                   |
| Tasty Shafts | Oishii Bō ga 2-hon (美味しい棒が2本 Oishii Bō ga 2-hon) | Psycho                    | 10 tháng 12 năm 2008 | |
| Shera, My Witch                                                                                                  | Sakkyuba☆Soon! (さっきゅば☆SOON! Sakkyuba☆Soon!) | Score                     | 20 tháng 12 năm 2008 | |
| Da Capo | D.C. ~Da・Kāpo~ (D.C.～ダ・カーポ～ D.C. ~Da・Kāpo~) | Circus                    | 25 tháng 12 năm 2008 | Bản vật lý phiên bản giới hạn xuất bản vào ngày 29 tháng 3, 2011                                                         |
| Suika A.S+ | Suika A.S＋~SUIKA~ (水夏A.S＋~SUIKA~ Suika A.S＋~SUIKA~) | Circus & Moonstone        | 25 tháng 4 năm 2009  | |
| Kira Kira | Kira☆Kira (キラ☆キラ Kira☆Kira) | Overdrive                 | 24 tháng 6 năm 2009  | |
| Shuffle! | Shuffle! | Navel                     | 15 tháng 8 năm 2009  | |
| Suck my dick or die!                                                                                             | Ryoujoku Gerira Gari (凌辱ゲリラ狩り Ryoujoku Gerira Gari) | Liquid                    | 30 tháng 10 năm 2009 | Bị xóa khỏi trang web MangaGamer vào ngày 4 tháng 6, 2009 và được khôi phục và phát hành vào ngày 30 tháng 10, 2009      |
| Higurashi no Naku Koro ni                                                                                        | Higurashi no Naku Koro ni (ひぐらしのなく頃に Higurashi no Naku Koro ni) | 07th Expansion            | 15 tháng 12 năm 2009 | Bao gồm bốn trò chơi đầu tiên của series                                                                                 |
| Soul Link | Souru Rinku (ソウルリンク Souru Rinku) | Navel                     | 28 tháng 12 năm 2009 | |
| Sandwiched by my wife and her sister                                                                             | Shimai Don ~Shirudaku de~ (姉妹丼～汁だくで～ Shimai Don ~Shirudaku de~) | Psycho                    | 20 tháng 1 năm 2010  | |
| Kira Kira All-Ages Version                                                                                       | Kira☆Kira (キラ☆キラ Kira☆Kira) | Overdrive                 | 31 tháng 1 năm 2010  | Bản dịch được sử dụng cho phiên bản iOS được phát hành bởi Mtrix                                                         |
| Cosplay Alien | Kosutte Eirian -Yūwaku no Kosupure H- (コスってエイリアン -誘惑のコスプレH- Kosutte Eirian -Yūwaku no Kosupure H- ) | Score                     | 20 tháng 2 năm 2010  | |
| Higurashi When They Cry Kai "Meakashi"                                                                           | Higurashi no Naku Koro ni Kai Maekashi-hen (ひぐらしのなく頃に解 目明し編 Higurashi no Naku Koro ni Kai Maekashi-hen) | 07th Expansion            | 28 tháng 2 năm 2010  | |
| Edelweiss Eiden Fantasia                                                                                         | Ēderuwaisu Eiden Fantajia (エーデルワイス 詠伝ファンタジア Ēderuwaisu Eiden Fantajia) | Overdrive                 | 20 tháng 3 năm 2010  | Fan disc Edelweiss |
| Higurashi When They Cry Kai "Tsumihoroboshi"                                                                     | Higurashi no Naku Koro ni Kai Tsumihoroboshi-hen (ひぐらしのなく頃に解 罪滅し編 Higurashi no Naku Koro ni Kai Tsumihoroboshi-hen) | 07th Expansion            | 15 tháng 4 năm 2010  | |
| Kira Kira Curtain Call                                                                                           | Kira☆Kira Kātenkōru (キラ☆キラ カーテンコール Kira☆Kira Kātenkōru) | Overdrive                 | 30 tháng 4 năm 2010  | Phần tiếp theo và fandisc của Kira Kira                                                                                  |
| Higurashi When They Cry Kai "Minagoroshi"                                                                        | Higurashi no Naku Koro ni Kai Minagoroshi-hen (ひぐらしのなく頃に解 皆殺し編 Higurashi no Naku Koro ni Kai Minagoroshi-hen) | 07th Expansion            | 31 tháng 5 năm 2010  | |
| Higurashi When They Cry Kai "Matsuribayashi"                                                                     | Higurashi no Naku Koro ni Kai Matsuribayashi-hen (ひぐらしのなく頃に解 祭囃し編 Higurashi no Naku Koro ni Kai Matsuribayashi-hen) | 07th Expansion            | 15 tháng 7 năm 2010  | |
| Da Capo Innocent Finale                                                                                          | D.C.I.F. ~Da・Kāpo~ Inosento Fināre (D.C.I.F.～ダ・カーポ～イノセントフィナーレ D.C.I.F. ~Da・Kāpo~ Inosento Fināre) | Circus                    | 30 tháng 11 năm 2010 | "Phiên bản thay thế" của Da Capo "alternative version" tập trung vào nhân vật Shirakawa Kotori                           |
| Da Capo 2 | D.C.II ~Da・KāpoII~ (D.C.II ～ダ・カーポII～ D.C.II ~Da・KāpoII~) | Circus                    | 24 tháng 12 năm 2010 | Limited edition hard copy published on July 1, 2011                                                                      |
| Higurashi When They Cry Kai Bundle Pack                                                                          | Higurashi no Naku Koro ni Kai (ひぐらしのなく頃に解 Higurashi no Naku Koro ni Kai) | 07th Expansion            | 10 tháng 2 năm 2011  | Gói bốn trò chơi gần nhất                                                                                                |
| Koihime Musou: A Heart-Throbbing, Maidenly Romance of the Three Kingdoms                                         | Koihime † Musō ~Doki ☆ Otome Darake no Sangokushi Engi~ (恋姫†無双～ドキッ☆乙女だらけの三国志演義～ Koihime † Musō ~Doki ☆ Otome Darake no Sangokushi Engi~) | BaseSon                   | 28 tháng 2 năm 2011  | Phát hành không có lồng tiếng, sau khi 2.000 bản đã được bán, một bản cập nhật có lồng tiếng được công bố                |
| Guilty: The SiN                                                                                                  | Zaishuu-The SiN- (罪囚-The SiN- Zaishuu-The SiN-) | Tactics                   | 14 tháng 3 năm 2011  | |
| Kotori Love Ex P                                                                                                 | Kotori Love Ex P (ことり Love Ex P Kotori Love Ex P) | Circus                    | 29 tháng 4 năm 2011  | Fan disc Da Capo, tập hợp nhiều chương khác nhau của các tác phẩm nhượng quyền có trọng tâm là nhân vật Shirakawa Kotori |
| Kara no Shoujo                                                                                                   | Kara no Shōjo (殻ノ少女 Kara no Shōjo) | Innocent Grey             | 29 tháng 6 năm 2011  | Phiên bản phát hành ban đầu không có lồng tiếng (sau đó được phát hành lại gồm bản vá nâng cấp)                          |
| We Love Master!                                                                                                  | Goshujin-sama Dāisuki (ご主人様だーいすき Goshujin-sama Dāisuki) | Score                     | 1 tháng 8 năm 2011   | |
| Go! Go! Nippon! ~My First Trip to Japan~                                                                         | Go! Go! Nippon! (ゴー！ゴー！日本！ Go! Go! Nippon!) | Overdrive                 | 30 tháng 9 năm 2011  | Kịch bản ban đầu dành cho thị trường nói tiếng Anh                                                                       |
| Conquering the Queen                                                                                             | Mashō no Nie (魔将の贄 Mashō no Nie) | Liquid                    | 28 tháng 10 năm 2011 | |
| Harem Party | Hāremu☆Pātī (ハーレム☆パーティー Hāremu☆Pātī) | Tactics                   | 25 tháng 11 năm 2011 | |
| Deardrops | Deadoroppusu (ディアドロップス Deadoroppusu) | Overdrive                 | 2 tháng 3 năm 2012   | |
| Magical Teacher: My Teacher's a Mage?                                                                            | Majikaru Tīchā Sensei wa Majo? (まじかるティーチャー 先生は魔女? Majikaru Tīchā Sensei wa Majo?) | Score                     | 13 tháng 4 năm 2012  | |
| EVE burst error                                                                                                  | EVE burst error | C's Ware                  | 27 tháng 4 năm 2012  | |
| Dengeki Stryker                                                                                                  | Dengeki Sutoraikā (電激ストライカー Dengeki Sutoraikā) | Overdrive                 | 22 tháng 6 năm 2012  | |
| Ef: The First Tale.                                                                                              | Ef: The First Tale. | Minori                    | 27 tháng 7 năm 2012  | |
| Sexy Demon Transformation                                                                                        | Kozukuri Youkai H Henka ~Otome o Okasu Hyoui Gattai~ (子作り妖怪H変化～乙女を犯す憑依合体～ Kozukuri Youkai H Henka ~Otome o Okasu Hyoui Gattai~) | Softhouse-Seal            | 14 tháng 9 năm 2012  | |
| Boob Wars: Big Boobs vs Flat Chests                                                                              | Oppai Sensō - Kyonyū VS Hinnyū - (おっぱい戦争 -巨乳VS貧乳- Oppai Sensō - Kyonyū VS Hinnyū -) | Softhouse-Seal            | 19 tháng 10 năm 2012 | |
| Otoboku - Maidens Are Falling for Me!                                                                            | Otome wa Boku ni Koishiteru (処女はお姉さまに恋してる Otome wa Boku ni Koishiteru) | Caramel Box               | 23 tháng 11 năm 2012 | |
| Slave Witch April ~Sexy Magic Training~                                                                          | Reizoku no Majo April ~Injoku no Mahou Choukyou~ (隷属の魔女エイプリル～淫辱の魔法調教～ Reizoku no Majo April ~Injoku no Mahou Choukyou~) | Aconite                   | 21 tháng 12 năm 2012 | |
| SSSS: Super Secret Sexy Spy                                                                                      | Nakadashi Spy no Sounyū Sousa -Shikyū no Heiwa wa Ore ga Mamoru!- (中出しスパイの挿入捜査 -子宮の平和は俺が守る!- Nakadashi Spy no Sounyū Sousa -Shikyū no Heiwa wa Ore ga Mamoru!-)                                                                                 | Softhouse-Seal            | 3 tháng 4 năm 2013   | |
| Tick! Tack! | Tick! Tack! | Navel                     | 26 tháng 4 năm 2013  | |
| Orion Heart | Orion Hāto ~Injoku no Suku Mizu Sailor Senshi~ (オリオンハート～淫辱のスク水セーラー戦士～ Orion Hāto ~Injoku no Suku Mizu Sailor Senshi~) | Portion                   | 24 tháng 5 năm 2013  | |
| Throb! The Greatest Inventions of the Sexy Era! ~Second Science Club–A Secret Society of Love, Rage, and Sorrow~ | Todoroke Seiki no Daihatsumei Ai to Okori to Kanashimi no Himitsu Kessha Dai Ni Kagakubu (轟け性紀の大発明 愛と怒りと悲しみの秘密結社第二科学部 Todoroke Seiki no Daihatsumei Ai to Okori to Kanashimi no Himitsu Kessha Dai Ni Kagakubu)                            | Softhouse-Seal            | 21 tháng 6 năm 2013  | |
| Harukoi Otome ~Greetings from the Maidens' Garden~                                                               | Harukoi Otome ~Otome no Sono de Gokigenyō~ (春恋＊乙女～乙女の園でごきげんよう。～ Harukoi Otome ~Otome no Sono de Gokigenyō~) | BaseSon                   | 9 tháng 8 năm 2013   | |
| Eroge! Sex and Games Make Sexy Games                                                                             | Eroge! ~H mo Gēmu mo Kaihatsu Zanmai~ (えろげー！～Hもゲームも開発三昧～ Eroge! ~H mo Gēmu mo Kaihatsu Zanmai~) | CLOCKUP                   | 13 tháng 9 năm 2013  | |
| Umineko no Naku Koro ni                                                                                          | Umineko no Naku Koro ni (うみねこのなく頃に Umineko no Naku Koro ni) | 07th Expansion            | 4 tháng 10 năm 2013  | Phiên bản tiếng Nhật |
| Umineko no Naku Koro ni Chiru                                                                                    | Umineko no Naku Koro ni Chiru (うみねこのなく頃に散 Umineko no Naku Koro ni Chiru) | 07th Expansion            | 4 tháng 10 năm 2013  | Phiên bản tiếng Nhật |
| Cum on! Bukkake Ranch! ~Rear Elementals Into Wet, Horny Girls!~                                                  | Sēeki! Bukkake Bokujō! ~Oshiru Ippai, Seirei-tachi o H ni Shiiku!~ (セーエキ！ぶっかけ牧場！ ～お汁いっぱい、精霊達をHに飼イク！～ Sēeki! Bukkake Bokujō! ~Oshiru Ippai, Seirei-tachi o H ni Shiiku!~)                                                               | Softhouse-Seal            | 18 tháng 10 năm 2013 | |
| Ruby Striker | Ruby Striker (ルビーストライカー Ruby Striker) | MorningStar               | 25 tháng 10 năm 2013 | |
| Demon Master Chris                                                                                               | Daemon Masutā Kurisu (デーモンマスタークリス Daemon Masutā Kurisu) | Nyaatrap                  | 31 tháng 10 năm 2013 | |
| Touma Kojirou's Detective File -Murder at the Opera House-                                                       | Touma Kojirou no Tantei File ~Opera Za no Kaijin Satsujin Jiken~ (冬馬小次郎の探偵FILE ～オペラ座の怪人殺人事件～ Touma Kojirou no Tantei File ~Opera Za no Kaijin Satsujin Jiken~)                                                                                  | Softhouse-Seal            | 28 tháng 11 năm 2013 | |
| Warrior Princess Asuka                                                                                           | Touki Reijou Asuka ~Bakunyuu Oujo ni Karamitsuku Shokushu to Slime (闘姫隷嬢 アスカ ～爆乳王女に絡みつく触手とスライム Touki Reijou Asuka ~Bakunyuu Oujo ni Karamitsuku Shokushu to Slime)                                                                           | MorningStar               | 29 tháng 11 năm 2013 | |
| Ef: The Latter Tale.                                                                                             | Ef: The Latter Tale. | Minori                    | 20 tháng 12 năm 2013 | |
| Valkyrie Svia | Ikusa Otome Suvia (戦乙女スヴィア Ikusa Otome Suvia) | Black Lilith              | 24 tháng 1 năm 2014  | |
| Rose Guns Days                                                                                                   | Rōzu Ganzu Deizu (ローズガンズデイズ Rōzu Ganzu Deizu) | 07th Expansion            | 7 tháng 2 năm 2014   | Phiên bản tiếng Nhật |
| Higanbana no Saku Yoru ni                                                                                        | Higanbana no Saku Yoru ni (彼岸花の咲く夜に Higanbana no Saku Yoru ni) | 07th Expansion            | 7 tháng 2 năm 2014   | Phiên bản tiếng Nhật |
| Ultimate☆Boob Wars!! ~Big Breasts vs Flat Chests~                                                                | Zettai Saikyou ☆ Oppai Sensou!! ~Kyonyuu Oukoku vs Hinnyuu Oukoku~ (ぜったい最胸☆おっぱい戦争!! ～巨乳王国vs貧乳王国～ Zettai Saikyou ☆ Oppai Sensou!! ~Kyonyuu Oukoku vs Hinnyuu Oukoku~)                                                                           | Softhouse-Seal GRANDEE    | 21 tháng 2 năm 2014  | |
| Chou Dengeki Stryker                                                                                             | Chou Dengeki Sutoraikā (超電激ストライカー Chou Dengeki Sutoraikā) | Overdrive                 | 28 tháng 3 năm 2014  | |
| Milles, Knight of Anal Tyranny ~Impregnated by Lusty Tentacles at the Ends of Oblivion~                          | Kougyaku no Kishi Miles -Boukyaku no Hate, Inshoku Jutai- (肛虐の騎士ミレス -忘却の果て、淫触受胎- Kougyaku no Kishi Miles -Boukyaku no Hate, Inshoku Jutai-) | Devil-Seal                | 25 tháng 4 năm 2014  | |
| Lapis Gunner | Rapisu Gannā (ラピスガンナー Rapisu Gannā) | MorningStar               | 9 tháng 5 năm 2014   | |
| Really? Really!                                                                                                  | Really? Really! | Navel                     | 6 tháng 6 năm 2014   | |
| Hypno-training My Mother and Sister                                                                              | Oyako Saiin Chiiku ~ Konna Ore ni Uzuite Modaero! (母妹催淫恥育 ～こんな俺に疼いて悶えろ! Oyako Saiin Chiiku ~ Konna Ore ni Uzuite Modaero!) | Ame no Murakumo           | 20 tháng 6 năm 2014  | |
| Armored Warrior Iris                                                                                             | Soukou Kijo Iris (装甲騎女イリス Soukou Kijo Iris) | Black Lilith              | 18 tháng 7 năm 2014  | |
| Imouto Paradise!                                                                                                 | Imouto Paradise! ~Onii-chan to Go nin no Imouto no Ecchi Shimakuri na Mainichi~ (妹ぱらだいす！～お兄ちゃんと5人の妹のエッチしまくりな毎日～ Imouto Paradise! ~Onii-chan to Go nin no Imouto no Ecchi Shimakuri na Mainichi~)                                        | Moonstone Cherry          | 22 tháng 8 năm 2014  | |
| Obscene Medical Records of a Married Nurse                                                                       | Hitozuma Nurse no Inraku Karte (人妻ナースの淫落カルテ Hitozuma Nurse no Inraku Karte) | Ame no Murakumo           | 5 tháng 9 năm 2014   | |
| d2b VS DEARDROPS -Cross the Future-                                                                              | d2b VS DEARDROPS -Cross the Future- | Overdrive                 | 26 tháng 9 năm 2014  | |
| Cartagra ~Affliction of the Soul~                                                                                | Cartagra ~Tsuki kurui no Yamai~ (カルタグラ～ツキ狂イノ病～ Cartagra ~Tsuki kurui no Yamai~) | Innocent Grey             | 31 tháng 10 năm 2014 | |
| Royal Guard Melissa                                                                                              | Kokou Kishi Melissa ~Hangyaku Onna Kishi Ishukan Kanraku~ (孤高騎士メリッサ～反逆女騎士異種姦陥落～ Kokou Kishi Melissa ~Hangyaku Onna Kishi Ishukan Kanraku~) | MorningStar               | 14 tháng 11 năm 2014 | |
| Secret Sorrow of the Siblings                                                                                    | Kyoudai Hiai ~Iya na no ni, Kanjichau~ (兄妹秘哀 ～イヤなのに、カンじちゃう～ Kyoudai Hiai ~Iya na no ni, Kanjichau~) | Appetite                  | 28 tháng 11 năm 2014 | |
| Space Pirate Sara                                                                                                | Uchuu Kaizoku Sara (宇宙海賊サラ Uchuu Kaizoku Sara) | Black Lilith              | 26 tháng 12 năm 2014 | |
| Eden* They Were Only Two, On The Planet                                                                          | Eden* They Were Only Two, On The Planet | Minori                    | 30 tháng 1 năm 2015  | |
| No, Thank You!!!                                                                                                 | No, Thank You!!! | parade                    | 27 tháng 2 năm 2015  | |
| Princess Evangile                                                                                                | Purinsesu Evanjīru (プリンセスエヴァンジール Purinsesu Evanjīru) | Moonstone                 | 27 tháng 3 năm 2015  | |
| Amber Breaker | Anbā Bureikā (アンバーブレイカー Anbā Bureikā ) | MorningStar               | 17 tháng 4 năm 2015  | |
| Forbidden Love with My Wife's Sister                                                                             | Yome no Imouto to no Inai ~Tsuma ni Kakurete Majiwaru Otto to Gimai~ (嫁の妹との淫愛～妻に隠れて交わる夫と義妹～ Yome no Imouto to no Inai ~Tsuma ni Kakurete Majiwaru Otto to Gimai~)                                                                               | Appetite                  | 29 tháng 5 năm 2015  | |
| Free Friends | Furifure (フリフレ Furifure) | Noesis                    | 26 tháng 6 năm 2015  | |
| Sweet Sweat in Summer                                                                                            | Natsuiro Mikan ~Ecchi na Shōjo to Shitataru Nioi~ (夏色蜜汗 ～えっちな少女としたたる匂い～ Natsuiro Mikan ~Ecchi na Shōjo to Shitataru Nioi~) | Ammolite                  | 31 tháng 7 năm 2015  | |
| Asuka Final Chapter                                                                                              | Touki Reijou Asuka Saihuu Shou Owarinaki Oyako Shujuu Kaizou Sanran Jigoku (闘姫隷嬢アスカ最終章 終わりなき母娘主従改造産卵地獄 Touki Reijou Asuka Saihuu Shou Owarinaki Oyako Shujuu Kaizou Sanran Jigoku)                                                          | MorningStar               | 28 tháng 8 năm 2015  | |
| Kiss for the Petals\|A Kiss for the Petals - Remember How We Met                                                 | Sono Hanabira ni Kuchizuke o - Deatta Koro no Omoide ni (その花びらにくちづけを 出逢った頃の思い出に Sono Hanabira ni Kuchizuke o - Deatta Koro no Omoide ni) | St. Michael Girls' School | 25 tháng 9 năm 2015  | |
| Go! Go! Nippon! ver.2015                                                                                         | Go! Go! Nippon! ver.2015 (ゴー！ゴー！日本！ ver.2015 Go! Go! Nippon! ver.2015) | Overdrive                 | 16 tháng 10 năm 2015 | |
| Kara no Shoujo: The Second Episode                                                                               | Kara no Shōjo (虚ノ少女 Kara no Shōjo) | Innocent Grey             | 30 tháng 10 năm 2015 | |
| Euphoria | Yūforia (ユーフォリア Yūforia) | CLOCKUP                   | 27 tháng 11 năm 2015 | |
| Gahkthun of the Golden Lightning -What a radiant brave-                                                          | Ourai no Gahkthun -What a shining braves- (黄雷のガクトゥーン -What a shining braves- Ourai no Gahkthun -What a shining braves-) | Liar-soft                 | 23 tháng 12 năm 2015 | |
| Free Friends 2                                                                                                   | Furifure 2 (フリフレ2 Furifure 2) | Noesis                    | 26 tháng 1 năm 2016  | |
| Kindred Spirits on the Roof                                                                                      | Okujou no Yurirei-san (屋上の百合霊さん Okujou no Yurirei-san) | Liar-soft                 | 12 tháng 2 năm 2016  | |
| Beat Blades Haruka                                                                                               | Chōkō Sennin Haruka (超昂閃忍ハルカ Chōkō Sennin Haruka) | AliceSoft                 | 1 tháng 3 năm 2016   | |
| Tokyo Babel | Toukyou Baberu (東京バベル Toukyou Baberu) | Propeller                 | 31 tháng 3 năm 2016  | |
| Ozmafia!! | Ozmafia!! | Poni-Pachet               | 29 tháng 4 năm 2016  | |
| The House in Fata Morgana                                                                                        | Fata morgana no Yakata (ファタモルガーナの館 Fata morgana no Yakata) | Novectacle                | 13 tháng 5 năm 2016  | |
| My Boss' Wife is My Ex                                                                                           | Joushi no Tsuma wa, Motokano Deshita ~Iyagari Nagaramo, Makura Eigyō ni Oborete Iku After 5~ (上司の妻は、元カノでした ～嫌がりながらも、枕営業に溺れていくアフター5～ Joushi no Tsuma wa, Motokano Deshita ~Iyagari Nagaramo, Makura Eigyō ni Oborete Iku After 5~) | Appetite                  | 31 tháng 5 năm 2016  | |
| Supipara - Alice the magical conductor. Chapter #01 - Spring Has Come!                                           | Supipara (すぴぱら Supipara) | Minori                    | 29 tháng 7 năm 2016  | |
| Myth | Myth | Circletempo               | 28 tháng 10 năm 2016 | |
| Himawari -Pebble in the Sky-                                                                                     | Himawari -Pebble in the Sky- (ひまわり -Pebble in the Sky- Himawari -Pebble in the Sky-) | Blank Note                | 9 tháng 12 năm 2016  | |
| Da Capo 3 R | D.C. III R ~Da Capo III R~ (D.C.III R ～ダ・カーポIIIアール～ D.C. III R ~Da Capo III R~) | Circus                    | 20 tháng 1 năm 2017  | |
| Da Capo 3 R X-Rated                                                                                              | D.C. III R ~Da Capo III R~ X-rated (D.C.III R ～ダ・カーポIIIアール～X-rated D.C. III R ~Da Capo III R~ X-rated) | Circus                    | 20 tháng 1 năm 2017  | |
| Kuroinu - Chapter 1                                                                                              | Kuroinu ~Kedakaki Seijo wa Hakudaku ni Somaru~ (黒獣～気高き聖女は白濁に染まる～ Kuroinu ~Kedakaki Seijo wa Hakudaku ni Somaru~) | Liquid                    | 31 tháng 3 năm 2017  | |
| The Shadows of Pygmalion                                                                                         | Negai no Kakera to Hakugin no Agureemento (願いの欠片と白銀の契約者 Negai no Kakera to Hakugin no Agureemento) | Propeller                 | 24 tháng 2 năm 2017  | |
| Princess Evangile W Happiness                                                                                    | Purinsesu Evanjīru W Hapinesu (プリンセスエヴァンジールWハピネス Purinsesu Evanjīru W Hapinesu) | Moonstone                 | 28 tháng 7 năm 2017  | |
| Hadaka Shitsuji - Naked Butlers                                                                                  | Hadaka Shitsuji (裸執事 Hadaka Shitsuji) | Mada Labo                 | 27 tháng 10 năm 2017 | |
| Kuroinu - Chapter 2                                                                                              | Kuroinu ~Kedakaki Seijo wa Hakudaku ni Somaru~ (黒獣～気高き聖女は白濁に染まる～ Kuroinu ~Kedakaki Seijo wa Hakudaku ni Somaru~) | Liquid                    | 17 tháng 11 năm 2017 | |
| Imouto Paradise 2                                                                                                | Imouto Paradise! 2: Onii-chan to Go nin no Imouto no Motto! Ecchi Shimakuri na Mainichi (妹ぱらだいす！2 ～お兄ちゃんと5人の妹のも～っと！エッチしまくりな毎日～ Imouto Paradise! 2: Onii-chan to Go nin no Imouto no Motto! Ecchi Shimakuri na Mainichi)            | Moonstone Cherry          | 22 tháng 12 năm 2017 | |
| Kuroinu - Chapter 3                                                                                              | Kuroinu ~Kedakaki Seijo wa Hakudaku ni Somaru~ (黒獣～気高き聖女は白濁に染まる～ Kuroinu ~Kedakaki Seijo wa Hakudaku ni Somaru~) | Liquid                    | 31 tháng 5 năm 2018  | |
| Evenicle | Ibunikuru (イブニクル Ibunikuru) | AliceSoft                 | 28 tháng 6 năm 2018  | |
| Trinoline | Torino Line (トリノライン Torino Line) | Minori                    | 18 tháng 4 năm 2019  | |
| The Expression Amrilato                                                                                          | Kotonoha Amurirāto (ことのはアムリラート Kotonoha Amurirāto) | SukeraSparo               | 13 tháng 6 năm 2019  | |
| Hashihime of the Old Book Town                                                                                   | Koshotengai no Hashihime (古書店街の橋姫 Koshotengai no Hashihime) | ADELTA                    | 26 tháng 9 năm 2019  | |
| Bokuten – Why I Became an Angel                                                                                  | Boku ga Tenshi ni Natta Wake (僕が天使になった理由 Boku ga Tenshi ni Natta Wake) | Overdrive                 | 21 tháng 12 năm 2019 | |
| OshiRabu: Waifus Over Husbandos                                                                                  | Oshi no Love yori Koi no Love (推しのラブより恋のラブ Oshi no Love yori Koi no Love) | SukeraSomero              | 28 tháng 2 năm 2020  | |
| Making＊Lovers                                                                                                   | Making＊Lovers | SMEE                      | 4 tháng 4 năm 2020   | |
| Beat Angel Escalayer R                                                                                           | Chōkō Tenshi Esukareiyā Ribūto (超昂天使エスカレイヤー・リブート Chōkō Tenshi Esukareiyā Ribūto) | AliceSoft                 | 11 tháng 6 năm 2020  | |
| Room No. 9 | Room No. 9 | parade                    | 6 tháng 8 năm 2020   | |
| OshiRabu: Waifus Over Husbandos～Love or die～                                                                   | Oshi no Love yori Koi no Love ~Love or Die~ (推しのラブより恋のラブ ～ラブ・オア・ダイ～ Oshi no Love yori Koi no Love ~Love or Die~) | SukeraSparo               | 30 tháng 7 năm 2021  | |
| Love Sweets | Love Sweets | Moonstone                 | 28 tháng 10 năm 2021 | |
| Evenicle 2 | Evenicle 2 (イブニクル2 Evenicle 2) | AliceSoft                 | 23 tháng 2 năm 2022  | |
| Erovoice | Ero Voice! H na Voice de Icha Love Success ♪ (えろぼいす！ Hなボイスでいちゃラブサクセス♪ Ero Voice! H na Voice de Icha Love Success ♪) | CLOCKUP                   | 24 tháng 2 năm 2022  | |
| UUUltraC | Uuultra C (ウウウルトラC Uuultra C) | ADELTA                    | 24 tháng 3 năm 2022  | |
| Seventh Lair | Seventh Coat (セブンスコート Seventh Coat) | Novect                    | 31 tháng 3 năm 2022  | |
| The Patient S Remedy                                                                                             | Kanja S no Kyuusai (患者Ｓの救済 Kanja S no Kyuusai) | Mada Labo                 | 24 tháng 6 năm 2022  | |
| The Future Radio and the Artificial Pigeons                                                                      | Mirai Radio to Jinkou-bato (未来ラジオと人工鳩 Mirai Radio to Jinkou-bato) | Laplacian                 | 17 tháng 2 năm 2023  | |
| Nightmare x Onmyoji                                                                                              | Nightmare x Onmyoji ~Kindan no Paradox~ (Nightmare×Onmyoji～禁断のパラドックス～ Nightmare x Onmyoji ~Kindan no Paradox~) | Guilty Nightmare Project  | 23 tháng 3 năm 2023  | |
| Sona-Nyl of the Violet Shadows                                                                                   | Nightmare x Onmyoji ~Kindan no Paradox~ (紫影のソナーニル ～What a beautiful memorie～ Nightmare x Onmyoji ~Kindan no Paradox~) | Liar-soft                 | 7 tháng 12 năm 2023  | |
| Lkyt. | Lkyt. | parade                    | 20 tháng 4 năm 2023  | |
| Luckylog1 | Luckydog1 | Tennenouji                | CTB                  | |